# Kuntala Lahiri-Dutt
Kuntala Lahiri-Dutt, née en 1956, est une géographe indienne spécialiste de géographie sociale. Elle est professeure à l'université nationale australienne. Œuvrant activement pour l'empowerment (autonomisation) des femmes, elle est une référence sur les questions des liens entre modes de vie et ressources. 

## Biographie
Kuntala Lahiri-Dutt est formée à l'université de Calcutta, avant de devenir professeure à l'université de Burdwan (Bengale-Occidental) puis à l'université nationale australienne à partir de 2006.
En 2002, au sein de l'Institut Panos, elle démarre un projet de témoignage oral des populations indigènes déplacées par les mines à Jharkhand. C'est ce travail sur les femmes dans les mines qui contribue à la faire connaitre.
Elle a été consultante pour le PNUE (Programme des Nations unies pour l'environnement), dans le groupe Extractives and Resource Governance ; pour le PNUD, l'ONU-Femmes ou la Banque mondiale. 
En Australie, elle a travaillé pour le Conseil australien pour la recherche agricole internationale (ACIAR), l'Organisation de recherche scientifique et industrielle du Commonwealth (CSIRO) et le ministère des affaires étrangères et du commerce (DFAT). Elle est également membre du comité directeur de la Gender & Water Alliance (GWA).
Elle est également un temps consultante pour l'Agence internationale de l'énergie atomique.

## Travaux de recherche
Lahiri-Dutt mène des recherches féministes et militantes, contribuant à élargir la compréhension du genre dans les industries extractives capitalisées à grande échelle, ainsi que de leurs impacts sociaux.
Les recherches de Lahiri-Dutt se concentrent sur la compréhension des personnes pauvres, qui subissent des changements agraires et sociaux, et qui gagnent leur vie sur des terrains riches en minerais en Inde, au Laos, en Indonésie et en Mongolie,. Elle cherche également à mieux comprendre la vie sociale de l'espace souterrain, notamment celle des mines de charbon indiennes. Elle travaille également sur le Bangladesh et l'Indonésie. 
En 2011, elle publie avec Saraswati Raju Doing Gender, Doing Geography: Emerging Research in India, qui fait le point sur l'état émergent des recherches féministes et sur le genre en Inde, et leurs difficultés à percoler dans une société très inégalitaire. 
Dans Dancing with the River, publié en 2013 avec Gopa Samanta, elle montre que les « chars » (îles fluviales) peuvent brouiller les frontières conceptuelles bien établies entre la terre et l'eau et créer des espaces ingouvernables. Elle étudie également les pratiques d'utilisation de l'eau des ménages urbains de la classe moyenne, qui évoluent en même temps que les perceptions, et comment les méthodologies féministes de recherche sur l'eau et le genre peuvent tracer de nouvelles façons de penser l'eau en tant que ressource. Elle critique par exemple le secteur international de l'eau, de l'assainissement et de l'hygiène, en explorant la politique féministe de la gestion de l'hygiène menstruelle et en étudiant les pratiques changeantes et genrées d'utilisation de l'eau dans les foyers urbains.

## Récompenses et honneurs
En 1987, elle obtient une bourse post-doctorale de la NASA.
En 1999-2002, elle est bénéficiaire de la Career Award, attribuée par la Commission des subventions aux universités. Cette prestigieuse bourse de trois ans destinée aux chercheurs en milieu de carrière est équivalente et de nature similaire aux bourses Future Fellowship décernées par le Conseil australien de la recherche.
Elle reçoit le prix Rajiv Gandhi Fellowship, RGICS et ANU, en 2005.
En 2012, elle est lauréate du prix Senior Visiting Fellowship de l'Académie des sciences australienne.
Elle devient en 2013 Senior Visiting Fellow de l'Asia Research Institute de l'université nationale de Singapour.

## Principales publications en anglais

### Ouvrages
- Kuntala Lahiri-Dutt et Martha Macintyre, Women Miners in Developing Countries: Pit Women and Others, Routledge, 13 décembre 2016 (ISBN 978-1-315-23373-4, DOI 10.4324/9781315233734, lire en ligne)
- Kuntala Lahiri-Dutt, National Institute for Environment et Australian National University, Fluid bonds : views on gender and water, Stree, 2006 (ISBN 81-85604-70-3 et 978-81-85604-70-1, OCLC 71810306, lire en ligne)
- (en) Kuntala Lahiri-dutt et Robert J.Wasson, Water First : Issues and Challenges for Nations and Communities in South Asia., SAGE India, 2008 (ISBN 978-81-7829-999-0, 81-7829-999-2 et 1-281-96565-0, OCLC 437087426, lire en ligne)
- Kuntala Lahiri-Dutt, Gendering the field : towards sustainable livelihoods for mining communities, ANU E Press, 2011 (ISBN 978-1-921862-17-5 et 1-921862-17-3, OCLC 703221236, lire en ligne)
- Saraswati Raju et Kuntala Lahiri-Dutt, Doing gender, doing geography : emerging research in India, Abingdon, 2011 (ISBN 978-0-415-59802-6, 0-415-59802-8 et 978-1-138-66281-0, OCLC 644649650, lire en ligne)

### Articles
- (en) Kuntala Lahiri-Dutt, « The Feminisation of Mining », Geography Compass, vol. 9, no 9,‎ 2015, p. 523–541 (ISSN 1749-8198, DOI 10.1111/gec3.12229, lire en ligne, consulté le 10 novembre 2021)
- (en) Kuntala Lahiri-Dutt, « Thinking ‘differently’ about a feminist critical geography of development: A feminist critical geography of development », Geographical Research, vol. 55, no 3,‎ août 2017, p. 326–331 (DOI 10.1111/1745-5871.12211, lire en ligne, consulté le 10 novembre 2021)